# Lijst van voetbalinterlands Barbados - Nederlandse Antillen
Deze lijst van voetbalinterlands is een overzicht van alle officiële voetbalwedstrijden tussen de nationale teams van Barbados en de Nederlandse Antillen. De landen speelden twee keer tegen elkaar. De eerste ontmoeting, een kwalificatiewedstrijd voor de Caribbean Cup 1992, werd gespeeld in Bridgetown op 27 maart 1992. Het laatste duel, een kwalificatiewedstrijd voor de Caribbean Cup 2008, vond plaats op 27 oktober 2008 in Havana (Cuba).

## Wedstrijden
| № | Plaats     | Datum           | Competitie                      | Wedstrijd                       | Uitslag |
| - | ---------- | --------------- | ------------------------------- | ------------------------------- | ------- |
| 1 | Bridgetown | 27 maart 1992   | Caribbean Cup 1992 kwalificatie | Barbados − Nederlandse Antillen | 1 − 0   |
| 2 | Havana     | 27 oktober 2008 | Caribbean Cup 2008 kwalificatie | Nederlandse Antillen − Barbados | 1 − 2   |

## Samenvatting
| Competitie                 | Totaal gespeeld | Winst Barbados | Gelijk | Winst Ned. Ant. | Doelsaldo Barbados – Ned. Ant. |
| -------------------------- | --------------- | -------------- | ------ | --------------- | ------------------------------ |
| Caribbean Cup-kwalificatie | 2               | 2              | 0      | 0               | 3 − 1                          |
| Totaal                     | 2               | 2              | 0      | 0               | 3 − 1                          |

Wedstrijden bepaald door strafschoppen worden, in lijn met de FIFA, als een gelijkspel gerekend.